# DeAngelo Williams
Pour les articles homonymes, voir Williams.
College Football Hall of Fame 2023
(en) Statistiques sur pro-football-reference
DeAngelo Williams, né le 25 avril 1983 à Little Rock (Arkansas), est un lutteur professionnel américain ayant auparavant été joueur professionnel de football américain au poste de running back.
Au football américain universitaire, il a joué pour les Tigers de l'université de Memphis avant d'être sélectionné par la franchise des Panthers de la Caroline lors de la draft 2006 de la NFL et y reste neuf saisons. Il rejoint en 2015 les Steelers de Pittsburgh et prend sa retraire du football américain fin de saison 2016.
En 2017, il participe à une compétition de catch avant de l'interrompre quelques mois plus tard même s'il participe à un match en 2018. Il reprend officiellement une carrière professionnelle dans ce domaine en janvier 2024.

## Biographie

### Carrière universitaire
Williams possède le record de la NCAA du plus grand nombre de yards gagnés en carrière (7 573) et plus grand nombre de matches à plus de 100 yards gagnés à la course (34). Il est aussi classé 6e au nombre de yards gagnés en carrière à la course de l'histoire de la NCAA (6 026), derrière Ron Dayne, Ricky Williams et Tony Dorsett.
Pour son dernier match universitaire, le Motor City Bowl 2005, Williams aide Memphis à battre 38 à 31 les Zips d'Akron en gagnant 238 yards et en marquant 3 touchdowns ce qui lui a permis de devenir le meilleur coureur universitaire de 2005.
Fin de saison 2005, Williams est finaliste du Doak Walker Award décerné à Reggie Bush et termine septième du trophée Heisman. Il devient également le premier vainqueur du ARA Sportsmanship Award décerné au joueur ayant été le plus fair-play sur et en dehors du terrain.
Pour la troisième saison consécutive, il est désigné meilleur joueur offensif de la Conference USA.

### Draft
En janvier, Williams participe au Senior Bowl à Mobile (Alabama), un match durant lequel les futurs joueurs professionnels sont évalués par les équipes NFL en vue du draft. Sa taille est officiellement mesurée à 5'9 (1,75 m) ce qui amène les scouts à se questionner à propos de son potentiel, sa taille étant plus petite que la moyenne NFL. Ils ne tardent cependant pas à le placer parmi les meilleurs joueurs durant la semaine de préparation au Bowl. Au cours du match, il gagne 31 yards en 3 courses et réussit 2 réceptions pour un gain supplémentaire de 28 yards. Pour le NFL Scouting Combine, Williams s'entraîne au D1 Sports Training à Nashville dans l'État du Tennessee.
Le 24 mars, durant le Pro Day de Memphis, Williams montre une nouvelle fois son talent. Il court le 40 yards en 4,40 secondes et en 4,48 secondes avec vent de face.
Bien que considéré comme une probable sélection du top 10 pour la draft, et souvent projeté comme future recrue des Jets de New York en 4e choix, Williams n'est pas sélectionné aussi tôt, la plupart des équipes ayant comblé leur besoin pour le poste running back en recrutant des joueurs libres lors de la free agency.
Le 29 avril 2006, Williams est finalement sélectionné par les Panthers de la Caroline en 27e choix global lors du premier tour de la draft 2006 de la NFL. Il rejoint une classe 2006 de running backs prometteurs en compagnie entre autres de Reggie Bush, LenDale White, Laurence Maroney et Joseph Addai. Williams reçoit le no 34, qu'il portait déjà au lycée, et que son idole Ricky Williams portait également.

#### Saison 2006
Williams participa aux cinq premiers matches de la saison et apparait être une bonne alternative à DeShaun Foster, engrangeant une moyenne impressionnante 5,3 yards gagné par course,. Il rate les semaines 6 à 8 à la suite d'une blessure à la cheville. En 11e semaine, Williams remplace Foster, et effectue 20 courses pour un gain cumulé de 114 yards. Dans un match contre les Eagles de Philadelphie, Williams remplace à nouveau Foster et effectue 17 course pour un gain total de 74 yards tout en inscrivant son premier touchdown professionnel mais réussit également 7 réceptions pour un gain supplémentaire de 107 yards. Il termine l'année avec un total de 501 yards et 1 touchdown inscrit à la course.

#### Saison 2007
En 2007, Williams continua à être remplaçant pour Foster. Il fit son premier match de la saison à plus de 100 yards contre les Cardinals de l'Arizona en semaine 6. Dans le dernier quart-temps, il donna la victoire aux Panthers par une course de 75 yards, record de la franchise. Les 5 semaines suivantes, il eut de faibles stats à cause de son temps de jeu limité. Le dernier match de la saison, Il enregistra 20 courses pour 121 yards et 2 touchdowns. Il termina la saison avec 144 courses pour 717 yards et fut classé 9e de la ligue en yards par course avec 5,0.

#### Saison 2008
Williams s'établit comme titulaire chez les Panthers durant cette saison. Il partagea les courses avec le rookie Jonathan Stewart mais en reçut la majorité. Le 30 novembre 2008, il établit le record de la franchise pour le nombre de touchdowns à la course en un match avec 4 touchdowns en semaine 13 contre les Packers de Green Bay. Le 21 décembre 2008, Williams courut pour 108 yards et 4 touchdowns, mais les Panthers perdirent en prolongation. Williams ne fit aucun fumble lors de la saison 2008. Williams eut cette saison 273 courses pour 1 515 yards et 18 touchdowns à la course, ainsi que 22 réceptions pour 121 yards et 2 touchdowns.

#### Saison 2009
En semaine 7, Williams réalisa une course de 77 yards, surpassant son précédent record de 75 yards, à nouveau contre les Cardinals. Les Panthers eurent leur revanche sur les Cardinals pour l'élimination en playoffs l'année précédente avec une victoire 34-21. Dans un match contre les Buccaneers de Tampa Bay, Williams courut pour 152 yards et marqua le touchdown de la victoire. Bien qu'il eût raté près de 5 matches pour cause de blessure, Williams termina la saison avec 1 117 yards et 7 touchdowns sur 216 courses, se qualifiant pour le Pro Bowl. Avec Jonathan Stewart, ils devinrent le premier duo de l'histoire de la NFL à courir pour plus de 1 100 yards chacun (avec 1 133 pour Stewart). Williams devint aussi le premier running back des Panthers à passer la barre des 1 000 yards deux saisons consécutives.

#### Saison 2010
Williams se blessa au pied durant le match face aux 49ers de San Francisco le 24 octobre 2010. Il ne rejoua pas cette saison et termina avec 87 courses pour 361 yards et 1 touchdown.
Williams doit devenir agent libre à la fin de la saison.

#### Saison 2014
Il est libéré par les Panthers à la fin de la saison.

#### Saison 2015
Le 13 mars 2015, Williams signe un contrat pour deux saisons avec les Steelers de Pittsburgh pour un montant de 4 millions de $ dont 1,3 garantis ainsi qu'un bonus à la signature de 1,13 millionsde $.

#### Saison 2016
Le 25 juin 2018, Williamw annonce via Facebook qu'il a décidé de prendre sa retraite de la NFL.

## Professionnel dans le catch

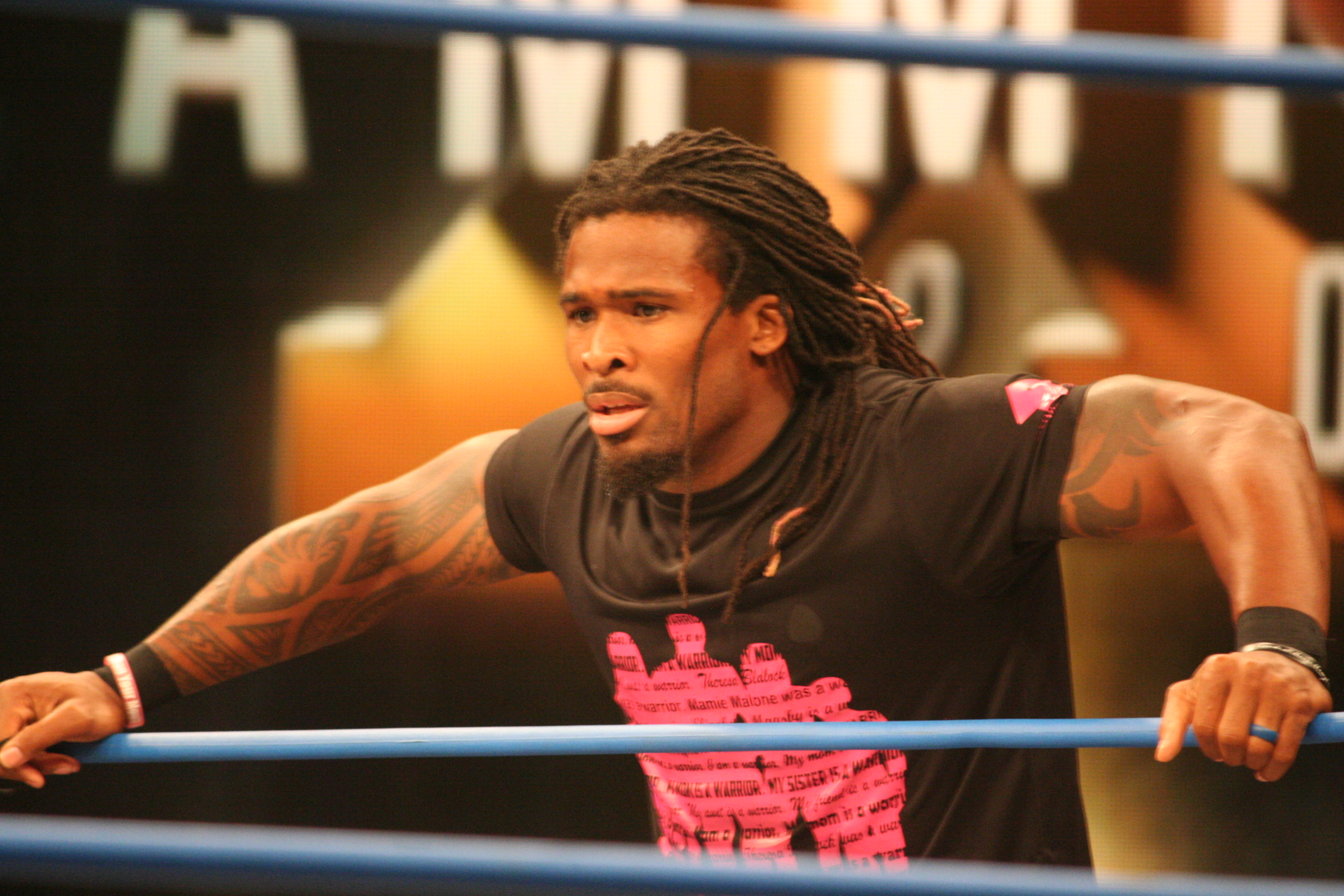
DeAngelo Williams lors du Slammiversary 2017.

DeAngelo Williams fait ses débuts en Impact Wresling lors du Slammiversary XV en gagnant avec Moose contre Chris Adonis et Eli Drake.
Il y effectue son retour le 12 juillet 2018 lors d'une interview avec Josh Matthews au cours de laquelle il est interrompu par Austin Aries. Celui-ci lui manque de respect (ainsi qu'à son équipier Moose) avant de le frapper avec un micro. Il tente ensuite de le frapper avec une chaise mais DeAngelo Williams parvient à riposter jusqu'à ce qu'Aries lui porte un coup bas (low blow).
Le 13 janvier 2024, Williams revient en Impact Wresling et participe au TNA Hard to Kill lors de l'avant show. Williams y est apparu en compagnie de Eddie Edwards, Brian Myers, Alisha Edwards et Moose, formant par la suite l'écurie The System (en) faisant de Williams un catcheur professionnel. Ils ont ensuite accompagné Moose lors de son match principal pour le championnat du monde d'Impact Wrestling contre Alex Shelley. Pendant le match, Williams et le reste de l'écurie ont tenté de distraire Shelley, ce qui a provoqué une bagarre avec les partenaires de Shelley, Chris Sabin et Kushida. Moose a ensuite remporté le match.

## Statistiques

### NCAA
Source: 
| Saison        | Équipe            | M.J. | Courses | Courses | Courses | Courses | Courses | Courses | Réceptions | Réceptions | Réceptions | Réceptions | Réceptions |
| ------------- | ----------------- | ---- | ------- | ------- | ------- | ------- | ------- | ------- | ---------- | ---------- | ---------- | ---------- | ---------- |
| Saison        | Équipe            | M.J. | Nbr.    | Yds     | Moy./C. | Moy./M. | + Lg.   | TDs     | Nbr.       | Yds        | + Lg.      | TDs        |            |
| 2002          | Tigers de Memphis | 10   | 103     | 0 684   | 6,6     | 068,4   | 31      | 05      | 05         | 051        | 32         | 0          |            |
| 2003          | Tigers de Memphis | 11   | 243     | 1 430   | 5,9     | 130,0   | 49      | 10      | 35         | 384        | 80         | 3          |            |
| 2004          | Tigers de Memphis | 12   | 313     | 1 948   | 6,2     | 162,3   | 75      | 22      | 18         | 210        | 68         | 1          |            |
| 2005          | Tigers de Memphis | 11   | 310     | 1 964   | 6,3     | 178,5   | 76      | 18      | 12         | 078        | 29         | 1          |            |
| Total en NCAA | Total en NCAA     | 44   | 969     | 6 026   | 6,2     | 137,0   | 86      | 55      | 70         | 723        | 80         | 5          |            |

### NFL

#### Scouting Combine
| Données mesurées lors du NFL Scouting Combine 2006 | Données mesurées lors du NFL Scouting Combine 2006 | Données mesurées lors du NFL Scouting Combine 2006 | Données mesurées lors du NFL Scouting Combine 2006 | Données mesurées lors du NFL Scouting Combine 2006 | Données mesurées lors du NFL Scouting Combine 2006 | Données mesurées lors du NFL Scouting Combine 2006 | Données mesurées lors du NFL Scouting Combine 2006 | Données mesurées lors du NFL Scouting Combine 2006 | Données mesurées lors du NFL Scouting Combine 2006 | Données mesurées lors du NFL Scouting Combine 2006 | Données mesurées lors du NFL Scouting Combine 2006 |
| -------------------------------------------------- | -------------------------------------------------- | -------------------------------------------------- | -------------------------------------------------- | -------------------------------------------------- | -------------------------------------------------- | -------------------------------------------------- | -------------------------------------------------- | -------------------------------------------------- | -------------------------------------------------- | -------------------------------------------------- | -------------------------------------------------- |
| Taille                                             | Poids                                              | Long. bras                                         | Taille main                                        | 40 yds dash                                        | 10 yds split                                       | 20 yds split                                       | 20 yds shuttle                                     | 3 cone drill                                       | Dét. Vert.                                         | Dét. Long.                                         | D. C.                                              |
| 1.75 m (5 ft 9 in)                                 | 97.06 kg (214 lb)                                  | -                                                  | -                                                  | 4.40 s                                             | -                                                  | -                                                  | 4,10 s                                             | 6,57 s                                             | 90 cm (35,5 in)                                    | -                                                  | à 25 rep.                                          |

#### Saisons régulières
| Saison         | Équipe                   | M.J. | M.T. | Courses | Courses | Courses | Courses | Courses | Réceptions | Réceptions | Réceptions | Réceptions | Réceptions | Retour de Kickoff | Retour de Kickoff | Retour de Kickoff | Retour de Kickoff | Retour de Kickoff | Fumble | Fumble |
| -------------- | ------------------------ | ---- | ---- | ------- | ------- | ------- | ------- | ------- | ---------- | ---------- | ---------- | ---------- | ---------- | ----------------- | ----------------- | ----------------- | ----------------- | ----------------- | ------ | ------ |
| Saison         | Équipe                   | M.J. | M.T. | Nbr.    | Yds     | Moy.    | + Lg.   | TDs     | Nbr.       | Yds        | Moy.       | + Lg.      | TDs        | Nbr.              | Yds               | Moy.              | + Lg.             | TDs               | Nbr.   | F.P.   |
| 2006           | Panthers de la Caroline  | 13   | 2    | 121     | 0 501   | 4,1     | 31      | 01      | 33         | 313        | 09,5       | 41         | 1          | 32                | 623               | 19,5              | 39                | 0                 | 1      | 0      |
| 2007           | Panthers de la Caroline  | 16   | 0    | 144     | 0 717   | 5,0     | 75      | 04      | 23         | 175        | 07,6       | 30         | 1          | 13                | 231               | 17,8              | 29                | 0                 | 1      | 1      |
| 2008           | Panthers de la Caroline  | 16   | 16   | 273     | 1 515   | 5,5     | 69      | 18†     | 22         | 121        | 05,5       | 25         | 2          | --                | --                | --                | --                | --                | 0      | 0      |
| 2009           | Panthers de la Caroline± | 13   | 13   | 216     | 1 117   | 5,2     | 77      | 07      | 29         | 252        | 08,7       | 30         | 0          | --                | --                | --                | --                | --                | 3      | 3      |
| 2010           | Panthers de la Caroline  | 06   | 06   | 087     | 0 361   | 4,1     | 39      | 01      | 11         | 061        | 05,5       | 14         | 0          | --                | --                | --                | --                | --                | 1      | 1      |
| 2011           | Panthers de la Caroline  | 16   | 14   | 155     | 0 836   | 5,4     | 74      | 07      | 16         | 135        | 08,4       | 32         | 0          | --                | --                | --                | --                | --                | 0      | 0      |
| 2012           | Panthers de la Caroline  | 16   | 10   | 173     | 0 737   | 4,3     | 65      | 05      | 13         | 187        | 14,4       | 53         | 2          | --                | --                | --                | --                | --                | 2      | 2      |
| 2013           | Panthers de la Caroline  | 15   | 15   | 201     | 0 843   | 4,2     | 43      | 03      | 26         | 333        | 12,8       | 72         | 1          | --                | --                | --                | --                | --                | 3      | 2      |
| 2014           | Panthers de la Caroline  | 06   | 06   | 063     | 0 219   | 3,5     | 17      | 0       | 05         | 044        | 08,8       | 30         | 0          | --                | --                | --                | --                | --                | 1      | 1      |
| 2015           | Steelers de Pittsburgh   | 16   | 10   | 200     | 0 907   | 4,5     | 55      | 11†     | 40         | 367        | 09,2       | 34         | 0          | --                | --                | --                | --                | --                | 4      | 2      |
| 2016           | Steelers de Pittsburgh   | 09   | 04   | 098     | 0 343   | 3,5     | 17      | 04      | 18         | 118        | 06,6       | 20         | 2          | --                | --                | --                | --                | --                | 0      | 0      |
| Total Panthers | Total Panthers           | 117  | 82   | 1 432   | 6 846   | 4,8     | 77      | 46      | 178        | 1 621      | 9,1        | 72         | 7          | 45                | 854               | 19                | 39                | 0                 | 12     | 10     |
| Total PIT      | Total PIT                | 025  | 14   | 298     | 1 250   | 4,2     | 55      | 15      | 058        | 0 485      | 8,4        | 34         | 2          | -                 | -                 | -                 | -                 | -                 | 04     | 02     |
| Total en NFL   | Total en NFL             | 142  | 96   | 1 730   | 8 096   | 4,7     | 77      | 61      | 236        | 2 106      | 8,9        | 72         | 9          | 45                | 854               | 19                | 39                | 0                 | 16     | 12     |

† = Leader de la ligue
± = Pro Bowler

#### Séries éliminatoires
| Saison    | Équipe                  | M.J. | M.T. | Courses | Courses | Courses | Courses | Courses | Réceptions | Réceptions | Réceptions | Réceptions | Réceptions | Fumble | Fumble |
| --------- | ----------------------- | ---- | ---- | ------- | ------- | ------- | ------- | ------- | ---------- | ---------- | ---------- | ---------- | ---------- | ------ | ------ |
| Saison    | Équipe                  | M.J. | M.T. | Nbr.    | Yds     | Moy.    | + Lg.   | TDs     | Nbr.       | Yds        | Moy.       | + Lg.      | TDs        | Nbr.   | F.P.   |
| 2008      | Panthers de la Caroline | 1    | 1    | 12      | 63      | 5,3     | 31      | 0       | 1          | 06         | 6,0        | 6          | 0          | 0      | 0      |
| 2013      | Panthers de la Caroline | 1    | 1    | 05      | 13      | 2,6     | 07      | 0       | 0          | 0          | 0,0        | 0          | 0          | 0      | 0      |
| 2014      | Panthers de la Caroline | 2    | 0    | 06      | 30      | 5,0     | 12      | 0       | 2          | 02         | 1,0        | 2          | 0          | 0      | 0      |
| 2016      | Steelers de Pittsburgh  | 2    | 0    | 16      | 36      | 2,3     | 15      | 1       | 7          | 51         | 7,3        | 10         | 0          | 1      | 0      |
| Total NFL | Total NFL               | 6    | 2    | 39      | 142     | 3,6     | 31      | 1       | 10         | 59         | 5,9        | 10         | 0          | 1      | 0      |

## Controverse
Le duo de running backs, Williams DeAngelo et Jonathan Steward a été très prolifique chez les Panthers de la Caroline, Williams ayant tendance à utiliser sa vitesse et son agilité, tandis que Stewart utilisant plus sa puissance. Cela amène Williams à surnommer leur tandem « Smash & Dash » après les 301 yards gagnés par le duo face à Tampa Bay en 2007. Cependant, les running backs des Titans du Tennessee, LenDale White et Chris Johnson, protestent arguant que cette appellation est déjà utilisée pour désigner leur tandem. White se met à accuser Williams et Stewart d'« Identity Theft » (« Vol d'Identité ») et clame qu'il existait déjà des T-shirts des Titans avec le surnom « Smash & Dash ». Williams et Stewart créent alors un site web pour que les fans puissent choisir un nouveau surnom et choisissent finalement l'appellation « Double Trouble ».